# Tayla Harris
Tayla Harris (nacida el 16 de abril de 1997) es una futbolista australiana que juega en el Carlton Football Club en la AFL Women's (AFLW) y boxeadora. Anteriormente jugó para el Brisbane en la temporada inaugural de la AFL Femenina. En 2019, fue nominada como una de las 100 mujeres de la BBC. 

## Infancia y carrera amateur
Harris nació y creció en los suburbios del norte de Brisbane y comenzó a jugar a fútbol para el Aspley a los cinco años. Jugó en una competición mixta con niñas y niños hasta 2010. 
A la edad de quince años, comenzó a jugar fútbol en la categoría senior para Zillmere en la Liga Femenina de Queensland AFL (QAWFL), donde ganó el premio a la mejor y más justa liga en su primera temporada. En 2017, tras mudarse a Melbourne, comenzó a jugar en la competición VFL Femenina con los St Kilda Sharks.
Harris representó a Queensland en la competición de chicas jóvenes y ha sido cinco veces All-Australian.
A la edad de diecisiete años, fue reclutada para representar a Melbourne como parte de la serie de exhibición de mujeres de la AFL. Ella continuó jugando para el club hasta 2016. También jugó como parte del equipo de los Brisbane Lions en 2016.
Asistió a la escuela primaria en Prince of Peace Lutheran College y a la escuela secundaria en Albany Creek State High School.

## Carrera en la AFL de mujeres
Harris fue una de las dos jugadora estrella anunciados por Brisbane en la previa de la temporada inaugural 2017 de la liga. Debutó en la liga en el partido inaugural del club, en la ronda 1 de 2017, contra Melbourne en Casey Fields. En la ronda 2, fue nominada para el premio Rising Star de la liga por un desempeño de dos goles, doce disposiciones y siete marcas contra Fremantle. También fue nombrada "Jugadora de la Semana" por la Asociación de Jugadores de AFL. Al final de dos rondas, fue la cuarta clasificada por goles totales anotados (dos) durante la liga y primera en la liga por marcas disputadas (ocho).
Al final de la temporada, Harris figuraba en el equipo All-Australian de 2017.
Antes del período comercial de AFLW 2017, Harris expresó su deseo de ser transferida a un club Victoriano. El período comercial comenzó el 15 de mayo. Las primeras conversaciones entre Brisbane y Carlton no fueron fructíferas; aunque Carlton ofreció a Bianca Jakobsson en el intercambio, Brisbane quería un jugador adicional. Melbourne también hizo una oferta por Harris. El 25 de mayo de 2017, Harris fue cambiada a Carlton en un intercambio complejo que involucró a cuatro equipos, cinco jugadores y una selección de draft.
Jugó seis partidos con su nuevo club en 2018 y marcó cinco goles, al hacerlo igualó a Darcy Vescio y compartió con ella el premio principal de goleadoras del club.

## Carrera de boxeo

### Récord profesional de boxeo
| Resumen del registro profesional |            |            |
| 7 peleas                         | 6 triunfos | 0 derrotas |
| Por nocaut                       | 2          | 0          |
| Por unanimidad                   | 4          | 0          |
| Abandono                         | 1          | 1          |

| N | Resultado | Record | Rival             | Tipo | Asalto | Fecha                    | Lugar                                                         | Notas                                     |
| - | --------- | ------ | ----------------- | ---- | ------ | ------------------------ | ------------------------------------------------------------- | ----------------------------------------- |
| 7 | Ganadora  | 6-0-1  | Margarite Butcher | TKO  | 2      | 18 de octubre de 2019    | The Melbourne Pavilion, Flemington, Victoria, Australia       | Para el título medio femenino australiano |
| 6 | Ganadora  | 5-0-1  | Renee Gartner     | TKO  | 2      | 14 de agosto de 2019     | ICC Exhibition Centre, Sídney, Nueva Gales del Sur, Australia |                                           |
| 5 | Abandonó  | 4-0-1  | Sarah Dwyer       | MD   |        | 17 de noviembre de 2018  | The Melbourne Pavilion, Flemington, Victoria, Australia       | Para el título medio femenino australiano |
| 4 | Ganadora  | 4-0-0  | Janay Harding     | UD   | 5      | 7 de septiembre de 2018  | The Melbourne Pavilion, Flemington, Victoria, Australia       |                                           |
| 3 | Ganadora  | 3-0-0  | Margarite Butche  | UD   | 6      | 4 de agosto de 2018      | The Melbourne Pavilion, Flemington, Victoria, Australia       |                                           |
| 2 | Ganadora  | 2-0-0  | Tessa Tualevao    | MD   | 4      | 23 de septiembre de 2017 | Eatons Hill Hotel, Eatons Hill, Queensland, Australia         |                                           |
| 1 | Ganadora  | 1-0-0  | Margarite Butcher | MD   | 4      | 24 de junio de 2017      | Eatons Hill Hotel, Eatons Hill, Queensland, Australia         |                                           |

## Acoso en línea
Una foto tomada por el fotógrafo de AFL Media, Michael Willson, en la que se muestra a Harris pateando a gol durante un partido de 2019 contra los Western Bulldogs se convirtió en el objetivo del trolling sexual en Internet después de que el canal de televisión Seven Network lo publicara en redes sociales. Harris volvió a tuitear la fotografía con el comentario: "Aquí hay una foto mía en el trabajo... piensen en esto antes de sus comentarios despectivos, animales". Entre las personas que criticaron a los trols, se encontraban los jugadores de la AFLW Erin Phillips y Darcy Vescio, el jugador de Geelong Patrick Dangerfield, la ciclista Anna Meares, la directora de fútbol de la AFLW Nicole Livingstone y el director ejecutivo de la Liga de Fútbol Australiana Gillon McLachlan, y la ministra federal de mujeres Kelly O'Dwyer. Phillips, Vescio, Meares y O'Dwyer se unieron al coro de personas que condenaron la decisión de Seven de eliminar la foto, ya que percibían como cedida a los trolls. Más tarde fue restaurada con una disculpa. 
El 11 de septiembre de 2019, es inaugurada una estatua de bronce que inmortaliza la imagen de Tayla Harris en Federation Square Melbourne.

## Vida personal
Harris vive en Melbourne con su pareja Sarah y sus perros Charlie, Oscar y Beans.